# Елізабет Вероніка Манн Боргезе
Елізабет Вероніка Манн-Боргезе (англ. Elizabeth Veronika Mann Borgese, 24 квітня 1918, Мюнхен, Німеччина — 8 лютого 2002, Санкт-Моріц, Швейцарія) — німецько-канадська письменниця, політологиня, еколог, експертка в галузі морського права.

## Життєпис
Батько — письменник Томас Манн, мати — Катя Манн. Народилася в Німеччині, але після приходу до влади Націонал-соціалістичної партії перебралася спочатку до Швейцарії, а потім у США.
1939 року вийшла заміж за письменника і журналіста Джузеппе Антоніо Боргезе (1882—1952).
У 1940-ві роки займалася створенням проєкту світової конституції. Від 1960-х років працювала в галузі морського права, зокрема виступила однією з організаторок першої конференції Pacem in Maribus (1970, Мальта) і Міжнародного інституту океану (заснований 1972 року), а також брала участь у розробці Конвенції ООН з морського права.
1970 року першою з жінок стала членом Римського клубу.
Наприкінці 1970-х років переїхала до Канади, де викладала в Університеті Делгаузі. Написала кілька книг про проблеми світового океану, серед них «Драма океану» (1975).
Померла 2002 року в Швейцарії.

## Нагороди
- Член ордену Канади (1988)
- Медаль Керда (1999)
- Нагороди від урядів різних країн, Організації Об'єднаних Націй і Міжнародного союзу охорони природи